# Horgony-palota
A Horgony-palota vagy Sailer–Kudelich-féle bérpalota (románul: Palatul Ancora vagy Palatul Aladár Kudelich, németül: Anker Palast) masszív saroképület Temesváron. Józsefváros városrészben, a Ion Dragalina tábornok sugárút (Bulevardul General Ion Dragalina, korábban Bonnaz utca) és a Béga-csatorna mentén húzódó Tudor Vladimirescu rakpart (Splaiul Tudor Vladimirescu, korábban Bégabalsor) sarkán áll. Nevét a homlokzatára kitett horgony után kapta, mely az egykori Béga-hajózásra emlékeztet. Valójában ez egy nyelvi félreértés eredménye: a telket régies német szóval Zum Grünen Anger (a zöld rét) néven ismerték, aminek eredeti jelentése 1900-ra már feledésbe ment.
Műemléki védettséget élvez a Józsefváros régi városnegyed városi helyszín (Situl urban „Vechiul cartier Iosefin”) részeként; ez a romániai műemlékek jegyzékében a TM-II-s-B-06098 sorszámon szerepel. A Bégabalsoron mellette a Szengház-féle házak, a Bonnaz utcán vele átellenben az egykori Royal szálló épülete áll.

## Történelem

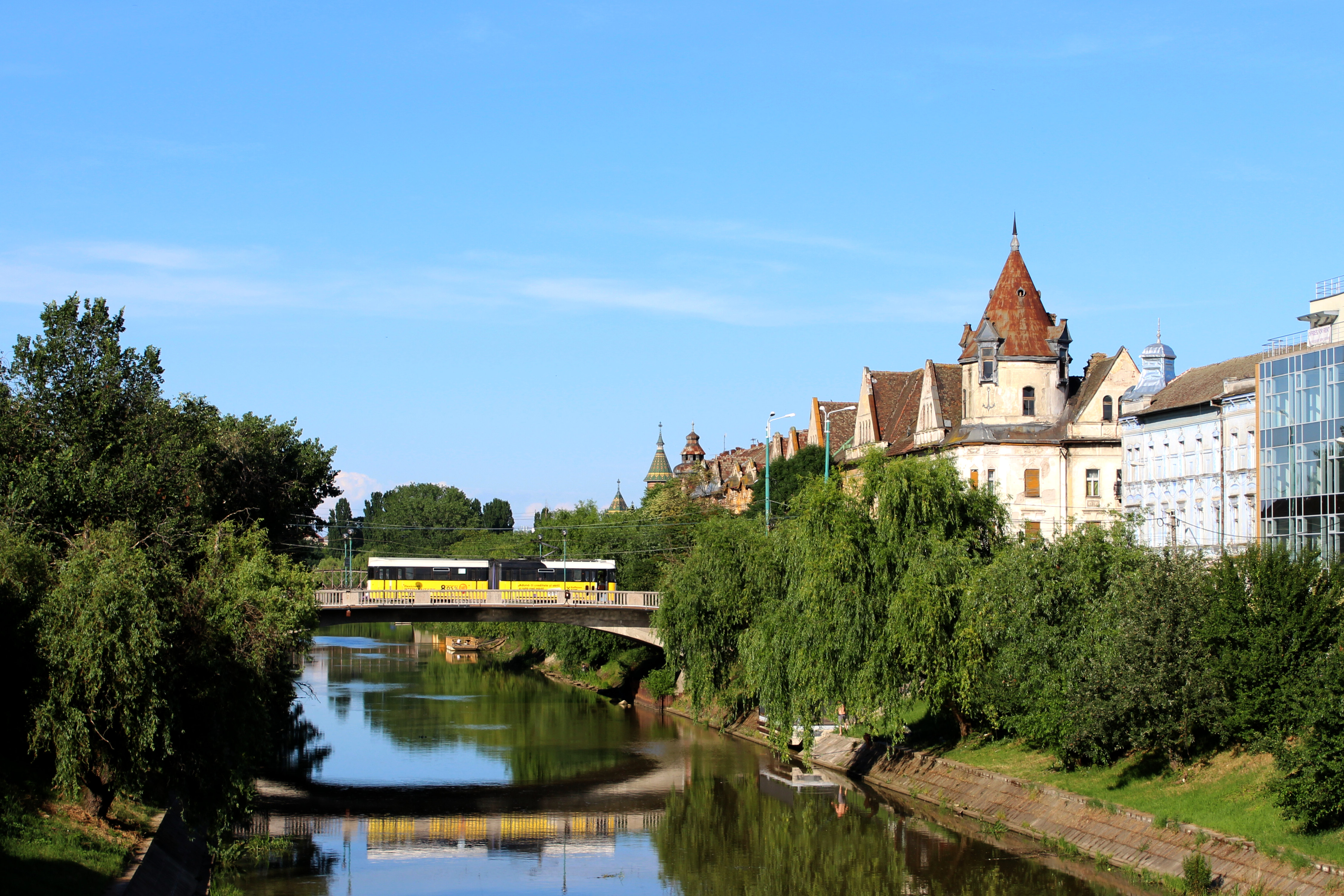
A Ion Dragalina tábornok híd (Podul General Ion Dragalina, korábban Podul Ștefan cel Mare, Horgony híd, Aranyhorgony híd) és a Horgony-palota

1901 és 1902 között épült fel Gemeinhardt Márton tervei alapján, kevesebb mint egy év leforgása alatt. Építtetője Kudelich Aladár, Temesvár egyik legelőkelőbb polgára, a Magyar Hitelbank erzsébetvárosi lerakatának igazgatója volt, akit Józsefváros képviselőjévé is választottak a temesvári városi tanácsban. Helyén korábban egy hatalmas, a Szeiller-család tulajdonában álló kert húzódott a Béga-parton, mely házasság útján, hozományként került Kudelich Aladár tulajdonába. Az itt működő étterem elkészülte után a ház földszintjén kapott helyet. Szecessziós stílusban épült, de neogótikus stílusjegyeket is visel; saroktornya gótikus ihletésű. Az épületben három-, négy- és ötszobás tágas lakások helyezkedtek el, melyekbe már átadásukkor be volt vezetve a víz, gáz és villany.
A földszinten egykor a Horgony Kávéház fogadta vendégeit, mely a családok kedvelt találkozóhelye volt, és a „legkellemesebb szórakozóhelyként” hirdette magát. Tulajdonosai Laub Jakab, Holcz Miklós, Nagy Sándor, majd Gombás Gyula voltak. Esténként Mojsze Milán zenekara lépett fel, a konyha pedig színház után is friss vacsorával szolgált. A kávéház helyén 2014-ben antikvitás működött. A 2010-es évek közepére állapota romlásnak indult, sőt udvarán illegális villaépítésbe is kezdtek.